# عين قناص
عين قناص، موقع أثري يقع  بالقرب من بلدة المراح على حافة سبخة في شمالي محافظة الأحساء  وتعود إلى فترة العصر الحجري الحديث.

## وصف الموقع
- تتكون من رأس عين قديمة يقع إلى جوارها بقايا مجموعات متنائرة من البيوت المستديرة الشكل، حيث بُنيت من جريد النخل وأعواد القصب حيث غُطيت بقطع الحصير، وأُلحق بها زرائب لتربية أنواع من البقر والماعز.
- يحتوي الموقع في طبقاته السفلى (6 - 14) على أدوات صوانية دون أي بقايا تصنيع أو فخار، أما الطبقات (9 - 12) فتحتوي على مواقد نار مستخدمة بشكل شبه دائم، وكميات كبيرة من الأدوات الحجرية تفوق ما هو موجود في طبقات المواقع الأخرى.
- تشمل الطبقات (6 - 14) في الموقع على بقايا عضوية لحيوانات ثدية كبيرة الحجم مثل: الحمار الوحشي، غابا ما تكون البقايا العضوية المكتشفة غير معروفة، إلا أن معظم ما عُثر عليه يتمثل في قطع عظمية من بينها أسنان، وقد تم الاستدلال من خلال دراسة البقايا العظمية على أن الموقع كان يستخدم لتقطيع الحيوانات، ونقل كتل اللحوم من مكان إلى آخر، حيث يتم التخلص من الأجزاء غير المهمة، ويعكس هذا الأسلوب النمط الغذائي لجماعات الصياديين والمهاجرين. وتشير وجود عدد من الأدوات الحجرية السطحية في منطقة عين قناص إلى وجود دلالات على استغلال محلي للموارد الطبيعية في المنطقة، ويظهر ذلك في من الكثافة العالية للمواقع الأثرية حول منطقة استقرار شبه دائم تتمثل في نبع الماء الموجود في الموقع الأصلي لعين قناص.
- تُشير المادة الأثرية الموجودة في الطبقات السفلى للموقع على ظهور الفخار في الموقع، إلى تباين في فترة الاستيطان البشري من وقت إلى آخر، ويدل هذا على احتمال حدوث تباين في الظروف المناخية في المنطقة، حسبما يظهر الرواسب الموجودة في طبقات الموقع. ومن الأدوات الحجرية الموجودة في الموقع: السكاكين، والمكاشط الصوانية، رؤوس السهام المجنحة، الأنصال، وهذه الأدوات ترتبط عادة بمواقع حضارة العبيد.[3]

## وصلات خارجية
- «عين قناص» شاهد على بدايات الاستقرار الأولى بالشرقية.